# Isla Morat
Isla Morat är en ö i Honduras.   Den ligger i departementet Departamento de Islas de la Bahía, i den norra delen av landet, 280 km norr om huvudstaden Tegucigalpa.